# Theater Strahl
Das Theater Strahl ist ein Berliner Kinder- und Jugendtheater. Es gilt neben dem Grips-Theater und dem Theater an der Parkaue als renommiertes Theater in diesem Segment.

## Geschichte
Das Theater Strahl wurde 1987 als freie Gruppe von einer Gruppe um Wolfgang Stüßel gegründet. Stüßel leitete das Theater von der Gründung bis zum Ende der Spielzeit 2020/21. Danach übernahmen die Leitung die bisherige stellvertretende Theaterleiterin Karen Giese, die Regisseurin Anna Vera Kelle und der Schauspieler Matthias Kelle. Das Theater wird vom Berliner Senat im Rahmen der Konzeptförderung unterstützt. Neben der Bespielung der eigenen Spielstätten geht das Theater regelmäßig auf Tournee. Neben Gastspielen in deutschen Spielstätten spielte das Theater auf seinen Tourneen in Ländern wie Spanien, die Türkei, Frankreich, die Niederlande, Finnland, Russland und Israel. Das Theater Strahl hat sich dabei als eine Bühne für zeitgenössisches und anspruchsvolles Theater für junges Publikum etabliert.

## Ausrichtung
Das Theater zeigt hauptsächlich Theaterstücke für Kinder und Jugendliche ab 12 Jahren. Die Stücke befassen sich mit Perspektiven, Ängsten, Wünschen und Fähigkeiten des angesprochenen  Zielpublikums. Neben Eigenproduktionen werden auch klassische Stücke von Shakespeare und anderen für das Publikum angepasst. Zum Repertoire gehören auch Tanzinszenierungen. Neben den Aufführungen gehören theaterpädagogische Angebote, begleitende Workshops und Schulkooperationen zum Angebot des Theaters.

## Spielstätten
Hauptspielstätte ist das Theater Strahl Ostkreuz in der Marktstraße 11 in Lichtenberg, eine denkmalgeschützte ehemalige Doppelstockturnhalle auf dem Gelände der Jugendherberge am Ostkreuz mit zwei Theatersälen. Daneben bespielt Theater Strahl noch eine kleinere Studiobühne (ehemals Probebühne) im Kulturhaus in der Kyffhäuserstraße 23 in Schöneberg. Bis 2023 wurde außerdem  das Kulturcentrum Die Weiße Rose der Martin-Luther-Straße 77 in Schöneberg als Spielstätte genutzt.